# 養正館
養正館（ようせいかん）は、江戸時代後期に伊予国小松藩（一柳氏、1万石）が、陣屋所在地の周布郡新屋敷村（現在の愛媛県西条市小松町）に設立した藩校。

## 歴史

### 創設から廃止まで
1802年（享和2年）、小松藩第7代藩主一柳頼親のもと、奉行人竹鼻正脩の進言によって学問所「培達校」として設立された。翌1803年（享和3年）には、宇摩郡小林村（現・四国中央市）出身の儒者近藤篤山を招聘。篤山は昌平黌にならって学校を整備し、校名を「養正館」に変更した。
通常藩校は藩士子弟とその関係者のみが通うものだが、小松藩養正館においては藩士の子弟に留まらず、農家や商家の者であっても入校を許した。これは当時としては画期的な方針であった。
篤山は天保13年（1842年）に隠居し、その後は篤山の長男である近藤南海、二男である近藤簣山によって教授が受け継がれていく。
1872年（明治5年）7月、廃藩置県によって小松藩が廃止されるのに伴い、藩校も廃止された。

### 後史
養正館の跡地には1872年（明治5年）8月の学制発布後、小学校「一番学校」が置かれた。この一番学校は、その後の変遷を経て、西条市立小松小学校の前身とされている。
また、養正館で教えを受けた人々は、明治期に地域でいくつかの学校の設立にかかわった。一柳蝦介（篤山の門弟・一柳亀峰の子）の「養正学舎」（1880年 - 1885年）、一柳春二（蝦介の子）と近藤春静（篤山の孫）による「小松私学校養正館」（1888年 - 1891年）などである。一柳春二は「小松町立実用女学校」（1907年創立）の初代校長となり、また「私立子安中学校」（1941年創立）の設立にも関わった。第二次世界大戦後、小松町立実用女学校と私立子安中学校を合併して設立された愛媛県立小松高等学校は、養正館の伝統を継ぐ学校とされている。同校の校舎の所在する丘は「養正が丘」、同窓会組織は「養正会」と命名されている。

## 関連人物

### 教授
- 近藤篤山
- 近藤南海
- 近藤簣山